# Ronaldo Senfft
Ronaldo Camargo Ribeiro Senfft (Rio de Janeiro, 12 de julho de 1954) é um velejador brasileiro.
Senfft obteve a medalha de prata nos Jogos Olímpicos de Los Angeles 1984 em parceria com Torben Grael e Daniel Adler competindo na classe Soling.